# باقرهات صدار
باقرهات صدار (به لاتین: Bagerhat Sadar) یک منطقهٔ مسکونی در بنگلادش است که در ناحیه باگرهات واقع شده‌است. باقرهات صدار ۲۷۲٫۷۳ کیلومتر مربع مساحت و ۲۶۶٫۳۸۹ نفر جمعیت دارد.